# 阿立祖

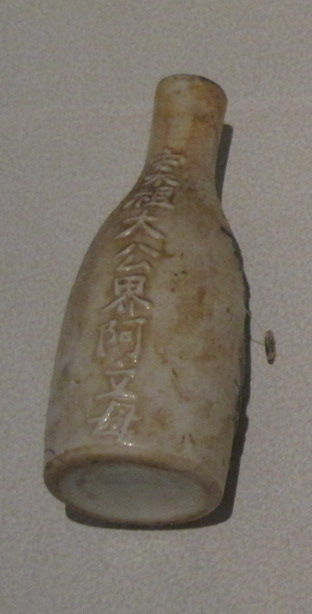
阿立祖祭祀瓶「案祖大公界阿立母」

阿立祖（阿日祖）為台灣平埔原住民西拉雅族的祖靈信仰，成大教授石萬壽指出該名詞是西拉雅語的「祖先」（西拉雅語：alid、aritt:87）發音與漢語「祖」結合而成的名詞。而在荷治時期，尤羅伯牧師將《馬太福音》翻譯成西拉雅語時，即用「Alid」作為上帝的譯名:88。而除了阿立祖的稱呼之外，各部落也有像阿立母、太祖、老君等其他稱呼。阿立祖經常被以為是一位單獨的神靈，但其實那是西拉雅族人對於其眾多祖先的稱呼。
阿立祖信仰通常只有在西拉雅等族的部落中出現。通常會在公廨或私人住宅中設立祖壇，供奉一個或數個壺甕，內盛清水，插入蘆葦葉或甘蔗葉，並在壺甕的後面或上方插上掛有數個豬頭殼的竹柱。祭拜壺體的行為是西拉雅族獨特的習俗，故常被視為一種拜壺文化，但實際上他們所崇拜的不是壺本身，而是壺中代表祖靈神力的水，西拉雅族人將其稱為「向水」

## 阿立祖出現

### 阿立祖之前
在荷治時期的文獻中可以看出平埔族的信仰並非現今所熟知的模樣，而是更趨近於古老的泛靈多神信仰，他們認為萬物的「靈」存在於自然天地、身邊所見之中，並且靈魂不會消亡，在死去後會因一生善惡決定刑賞。在《被遺誤的台灣》、〈新港社記〉、《荷使出訪記》等著作中皆有提及此時的多神信仰，他們信仰的神祇皆與方向有關係，容貌、農業與戰爭等特別被關注。
在鄭氏與清朝時與信仰內容相關的文獻卻少了許多，此時文獻偏重於記載祭典或民間信仰方面事物，當時對平埔族之記載多以外物如容貌衣著、語言特產或是生命禮俗等為主，值得一提的是此時已有多項記錄與如今的西拉雅族信仰雷同，例如對於「向」的定義與「作向」的祭儀作法等，此外關於尪姨等習俗也亦然。
從這些文獻中可發現西拉雅族的傳統信仰已存在幾百年之久，期間受到西方基督教文化與漢人民間信仰影響，但仍保有其一些特色。

### Inibs
祭司，在宗教活動或祭祀活動中主持祭典、在祭壇上為共祭或主祭的神職人員，西拉雅族的祖靈信仰體系中Inibs就是這樣的存在，如今稱為「尪姨」。
在荷治時期的資料中可以看出平埔族的信仰並非如今的模樣，而是泛靈信仰：崇拜信仰著許多自然神，在這時便已有Inibs的存在，甘治士的著作中便有提及其祭祀時的表現可佐證其存在，但相關資料仍不算多。
自清治以後則有更多資料可看出其信仰及外界人對此的看法，《樹杞林志》中有提及：「有代魂靈說話而為紅姨者，探人隱事，宛如現身與言，言則屢中。此皆乘間取利，蠱惑人心。種種陋俗相沿既久，已為牢不可破矣！」。《淡水廳志》亦提及：「有為「紅姨」，託名女佛，採人隱事。類皆乘間取利，信之者牢不可破。又間有符咒殺人者：或幻術而恣淫、或劫財而隕命，以符灰雜於烟茗、檳榔間食之，罔迷弗覺，顛倒至死。有心人，莫不為之太息而痛恨也。」至此時已可見其信仰為漢人所輕視、認為Inibs是欺騙蠱惑世人的沽名釣譽之輩。

## 阿立祖的地位
阿立祖在西拉雅各族社中都被視為是宇宙最高的神，可以保護族人的身家安全也可以震攝孤魂野鬼「向靈」，讓他們無法危害人間。在西拉雅各族社中分別都有不同的阿立祖組織及名稱，新港社群地位最高的是阿立，下有男神老君、女神太祖；目加溜灣社群最高視日神阿日，下有老君、太祖；麻豆社群只有阿立祖和太祖；蕭壠社群以阿立祖為主神。雖然有些差異，但各族社間都有先祖受阿立祖庇佑而安全地飄洋過海來台灣的傳說。

## 拜壺行為
阿立祖沒有神像金身，而以在壺、罐、瓶、碗、甕等器皿中承裝清水作為象徵的祭拜的媒介，壺甕沒有規格或數量的限制，只要一破損再經祭拜阿立祖同意後即可置換之，在壺體的裝飾上，通常會在瓶口插以雞冠花、圓仔花、菊花等一般鄉間常見的花種，配以作向所使用的枝葉，例如竹蘭、芙蓉、榕樹枝、竹葉、五節芒、甘蔗葉等。有時，祭拜者為了美觀、神聖化神體以及不讓外人看見壺體，會在壺體外裹上層層紅布或在頸部繫上紅布條或配戴金牌項鍊。有些地方會將這些代表神明的壺體稱為「阿立矸」或「矸仔神」，一般會在壺體下方鋪香蕉葉或金紙放置於地上或桌上供奉。祭祀的壺甕內承裝的水為具有神聖意義的「向水」，除了反應祖先靈魂的力量，更代表祖靈洗淨休憩之所。

## 公廨的建造和配置
祭祀阿立祖的地點分為私家或社群兩個系統，祭祀阿立祖的社群祭壇稱為「公廨」（kuwa），目前仍存於白河、大內（有8處公廨）、佳里北頭洋（立長宮）、麻豆尪祖廟、左鎮、頭社公廨等地，而私家祭壇則會將壺甕等容器置於私人家屋之內擺祭。西拉雅各族社的公廨皆是坐北朝南，建造方法以竹製柱子搭配茅草屋頂來建出三面牆壁一面門口的草寮，之後也有用磚石建造的樣式。公廨內正中央建有十五公分高的祭壇，上面供奉著壺甕，壺甕後方列有水缸、將軍柱、豬頭殼等物品。
在公廨的配置上各族社分別有些微的差異，新港社群所祭祀的豬頭殼，也有改用鹿、羌及野豬等動物頭殼，一年會更換一次頭殼。目加溜灣社群認為阿立祖喜愛乾淨和清幽，因此公廨都遠離部落，壺甕內要擺放香蕉葉來防止壺水腐敗，其他皆新港社群相同。麻豆社群會用竹製屏障將公廨分隔成神壇和正殿兩部分，神壇內有壺甕、水缸、將軍柱和豬頭殼等物。蕭壠社群的阿立祖更愛整潔、幽靜，祭品需要經過噴酒消毒，公廨也遠比其他各社群乾淨。

## 壺的信仰叢結

### 向魂的安置方法
阿立祖是統轄管制「向」的神，「向」是西拉雅族族社中的祖靈或孤魂野鬼，也是宇宙間各種不同靈力的存在與表達方式，掌管宇宙萬物的生長作息。西拉雅的各社群認為向魂會危害人間，而阿立祖會將向魂囚禁在壺甕當中，為了安撫向魂，社民會在每個月的初一、十五日更換壺甕內的水，並在每年的特定時期進行禁向和開向，類似漢人農曆的鬼門開及鬼門關，釋放向魂使其得以享受民間香火。
各社的囚禁和釋放向魂的方式和儀式不盡相同，新港社群會在每年三月二十八日以祭品和牽曲慰勞向魂後，將其引入壺中並用麻糬封住壺口。六月十六日再以祭品、牽曲並去除壺口的麻糬來釋放囚禁在壺中的向魂。目加溜社群會在壺口插上甘蔗葉來代表阿立祖的神威，以防範向魂逃逸，並另外供俸一碗清水來當作尚未進入壺中向魂的休息處。頭社在九月一日時開向，會拔去壺口的甘蔗葉並演奏牽曲，在十月十五日大祭後禁向。內宵里社是以圓仔花或雞冠花代表阿立祖的神威，在九月十五日時開向並演奏牽曲，隔年的三月二十九日會準備牲口來舉辦禁向禮，之後在被派壯丁到山中打獵來驅趕尚未被囚禁的向魂，被稱為放向。麻豆社群以甘蔗葉禁向，若是獲得阿立祖的許可，可以飲用向水來治病。在每年正月十五日禁向，九月初一開向，另外再奉上三碗清水作為向魂休息的地方，並以祭品、牽曲慰勞向魂。蕭壠社群大致與麻豆社群相同，獲得阿立祖許可才可以飲用向水治病，蘆葦葉、青竹蘭等物都可代表阿立祖的神威。

### 祭品與祭祀組織
一般的祭品是酒和檳榔，根據各社群習俗也有些許差異。祭祀儀式一般由尫姨作法，祭司主祭，並在阿立祖壺前卜杯產生頭家主持。
新港社群會依照年齡大小分為老番、二緣、三緣及大圈立等四級，在禁向時依次行噴酒禮，在九月十五日時有芋頭、鹿、羌及野豬頭等物當作祭品。目加溜灣社群好用圓仔花、油飯來當供品，十月十五日另外有芋、粟粥、活豬等供品。麻豆社群會在開向、禁向禮的時候會以以芋、粟粥、活豬加上米糕、芋頭以及油飯，合稱為五樣供品。十月十五日大祭的時候則另外加上殺好的全豬並以檳榔浸酒禮致敬。蕭壠社群認為阿立祖是老人，所以牙齒不好，因此盛行嚼檳榔和噴酒來致敬，也會用粽子來代替油飯當作供品。

### 祭典與儀式
西拉雅各族社一年中有兩個較為重要的祭典，分別為春天的祈年祭與秋天的豐年祭，日期依據各族社有所不同，一般而言秋天的豐年祭比春天的祈年祭更為社民重視。
新港社群的祈年祭是在三月二十八日，同時也是禁向禮，豐年祭是在九月十五日，會有喝芋頭酒的習俗。目加溜社群和麻豆社群都在十月十五日舉辦豐年祭，而這是一年中寓意最深遠、儀式最隆重的祭典。祈年祭則是在正月十五日舉行，也當作是禁向禮。若是禁向禮併入到豐年祭一起舉行時，則會省略祈年祭。蕭壟社群的祈年祭是在三月二十九日，被視為是阿立祖誕辰日，豐年祭則是在九月五日，視為阿立祖千秋日。

## 與道教之間的關係
人類學家邵式伯曾經表示他認為阿立祖就是道教神話中的太上老君，但這個説法受到歷史學家林昌華的質疑，後者指出邵式伯沒有提供足夠的證據，而且他所提出的説法有不少漏洞，林昌華認為'Alid'（阿立祖）一詞可能有兩個出處，第一是南島語的'Anito'，其意思是「靈魂」，第二是來自閃米特語的'El'（埃爾），該詞被用作猶太教聖典《希伯來聖經》中惟一眞神的名號之一，由於當時的傳教士必須學習希伯來文或希臘文，因此他們很有可能會選擇一個接近聖經神的名號的詞彙作為對於惟一眞神的稱呼。

## 與基督敎之間的關係
根據干治士牧師的《台灣略記》，西拉雅族有南方神Tamagisanhach，他雖然創造人並且讓他們好看，但是他並不是世界的造創者，因為西拉雅人相信宇宙是永遠存在的，不是被造創出來的。他有妻子東方女神Tekarukpada，當天不下雨的時候會斥責她的先生來降下雨水，因此南方神的權力也是有限的。而北方之神Sariafingh使人變醜陋，長瘡痘。干治士牧師也說明，以上的神是女性所拜的神。而男性所拜的神是戰神，而戰神有兩位Tacafulu和Tupaliape，如果在由西拉雅族的男女分工來看，女性所拜的神比較與他們的農業活動有關，因為婦女是負責田間的勞動。而男性是負責狩獵和戰事，所以他們會去拜戰神，這是很自然的事情。
當一神論宗教和多神論宗教之間出現衝突時，如果不是一神論宗教所崇信的惟一真神的形象被吸納入多神論宗教的神話中並成為諸神中的一位，就是一神論宗教將多神論宗教對於諸神的信仰轉變為對於惟一真神的信仰，不然就是互不侵犯。十七世紀台灣的例子是第二種的結果：雖然西拉雅人原本信奉多神論宗教，但是經過來自於荷蘭的更正教當中的喀爾文派的佈道，在三十幾年之後，這個宗教改變教義，變成只崇拜阿立祖的宗教，先前祖先所崇拜的神祇的名字已經在新一代的西拉雅人的記憶中消失。就如同干治士牧師所說的，由於原住民沒有文字可以紀錄，所以他們的宗教經驗都是靠口述的傳承，但是當這個口述的傳統被切斷時，二者也就失去了連結。

## 外部連結
- 北頭洋—歷史與風華
- 台南縣西拉雅原住民事務委員會 （页面存档备份，存于）
- 交通部觀光局西拉雅國家公園風景區觀理處 （页面存档备份，存于）
- 中央研究院平埔文化資訊網：西拉雅館 （页面存档备份，存于）
- 《台灣風物》53卷2期，2003年6月。P.15-62。 （页面存档备份，存于）